# Рикман, Алан
А́лан Си́дни Па́трик Ри́кман (англ. Alan Sidney Patrick Rickman; 21 февраля 1946[…], Актон — 14 января 2016[…], Лондон) — английский актёр и режиссёр. Известный своим глубоким, томным голосом, он обучался в Королевской академии драматического искусства в Лондоне и стал членом Королевской Шекспировской труппы (RSC), выступая в современных и классических театральных постановках. Он сыграл виконта де Вальмона в постановке «Опасных связей» (эпистолярный роман французского писателя Шодерло де Лакло) на сцене RSC в 1985 году, а после того, как постановка была перенесена в Вест-Энд в 1986 году и Бродвей в 1987 году, он был номинирован на премию Тони.
Первая роль Алана в кино появилась, когда он получил роль антагониста Ганса Грубера в фильме Крепкий орешек (1988). Он появился в роли шерифа Ноттингема в фильме Робин Гуд: Принц воров (1991), за который получил премию BAFTA за лучшую мужскую роль второго плана. Он заслужил внимание критиков за свои главные роли в фильмах Куигли в Австралии (1991) и Ужасно большое приключение (1995), прежде чем получил признание за роли второго плана полковника Брэндона в Разум и чувства (1995) и Имона де Валеры в Майкл Коллинз (1996). Он также известен своими комедийными ролями в фильмах Догма (1999), В поисках галактики (1999) и Автостопом по галактике (2005). Он сыграл Северуса Снейпа во франшизе Гарри Поттер (2001—2011). За это время он также появился в фильмах Реальная любовь (2003), Суини Тодд, демон-парикмахер с Флит-стрит (2007) и Алиса в Стране чудес (2010). Его последними ролями в кино были Всевидящее око (2015) и Алиса в Зазеркалье (2016).
Алан дебютировал на телевидении в качестве актёра, сыграв Тибальта в фильме «Ромео и Джульетта» (1978) в рамках шекспировского сериала BBC. Его прорывной ролью стала роль Обадии Слоупа в телевизионной адаптации Барчестерские хроники на BBC (1982). Позже он снялся в телевизионных фильмах, сыграв заглавного персонажа в фильме Распутин (1996), который принес ему премию «Золотой глобус», премию «Эмми» и премию Гильдии киноактеров, а также Альфреда Блэлока в фильме Творение Господне (2004). В 2009 году The Guardian назвала его одним из лучших актёров, никогда не получавших номинацию на премию «Оскар». Алан умер от рака поджелудочной железы 14 января 2016 года в возрасте 69 лет.

## Биография

### Ранние годы
Родился в Хаммерсмите, Лондон в семье Маргарет Дорин Роуз (урождённая Бартлетт), домохозяйки, и Бернарда Рикмана (1914—1954), рабочего фабрики.
У Рикмана есть старший брат Дэвид (р. 1944) — графический дизайнер, младший брат Майкл (р. 1947) — тренер по теннису, и младшая сестра Шейла (р. 1949).
Когда Алану было восемь лет, его отец умер от рака поджелудочной железы, и мать осталась одна с четырьмя детьми. Вскоре она снова вышла замуж, но развелась после трёх лет брака.
С детства осознавал, что в жизни можно рассчитывать только на себя, и старательно учился. За успехи в школе Рикман получил стипендию престижной лондонской школы Latymer. В этой же школе он впервые вышел на сцену в любительской постановке. После ухода из школы Latymer Рикман учился в Школе искусства и дизайна в Челси, а затем в Королевском колледже искусств. Благодаря университетам Рикман начал работать в качестве дизайнера для газеты Notting Hill Herald.
После завершения образования Алан и пятеро его друзей открыли дизайн-студию в Сохо. Предприятие не приносило хороших денег. В 26 лет Рикман оставил занятия дизайном, решив стать актёром. Он написал письмо в Королевскую академию драматического искусства с просьбой о прослушивании, и вскоре был туда принят. Он получил несколько премий за постановки, а также королевскую стипендию.

### Карьера
Первая главная роль в театре — виконт де Вальмон («Опасные связи»). С 1985 по 1987 годы спектакль шёл в Англии, а затем был показан на Бродвее, и имел большой успех.
Эта роль предопределила карьеру Рикмана в кино. После премьеры спектакля в Нью-Йорке в гримёрку к Рикману пришли продюсеры Джоэль Сильвер и Чарльз Гордон. Впечатлённые созданным им на сцене образом, они предложили Рикману вторую роль в проекте «Крепкий орешек» вместе с Брюсом Уиллисом. Фильм вышел на экраны в 1988 году. Следующая роль в фильме «Робин Гуд: Принц воров» (1991) укрепила представление о том, что Рикман очень хорошо играет злодеев.
Первую «положительную» роль ему дали в мелодраме «Искренне, безумно, сильно» (1991). Самая романтическая роль Рикмана — полковник Брэндон в экранизации романа Джейн Остин «Разум и чувства» (1995). В 1996 году Рикман сыграл главную роль в фильме «Распутин», за которую получил премии «Золотой глобус» и «Эмми».
В 1997 году Алан попробовал себя в роли режиссёра. Он поставил спектакль, а затем снял фильм «Зимний гость» по пьесе Шарман МакДональд. Дебют оказался успешным, картина была отмечена двумя премиями во время премьеры на Венецианском кинофестивале.
В 2004 году Рикман взялся за постановку пьесы «Меня зовут Рэйчел Кори» о жизни американской активистки, выступавшей против израильского присутствия на западном берегу реки Иордан и войны в Ираке, погибшей под гусеницами израильского бульдозера. Спектакль был выпущен осенью 2005 года в Лондоне.
Многие поклонники Алана Рикмана считают его голос одной из самых важных составляющих его успеха. Помимо необычного тембра, актёр владел идеальным английским произношением и своеобразной манерой речи. Исследования по выявлению «идеального голоса» определили, что голос Рикмана является одним из лучших. Среди зрителей и критиков неоднократно высказывалось мнение, что именно голос Рикмана придал его герою профессору Северусу Снеггу из экранизации романов Дж. К. Роулинг о Гарри Поттере особый шарм. Поттеромания привлекла повышенное внимание к нему со стороны фанатов Снегга. Многие считали, что эту роль нужно было отдать более молодому претенденту. Но при кастинге сама Роулинг одобрила приглашение актёра. В интернет-опросе 2011 года, устроенном MTV, за Алана Рикмана в роли Снегга проголосовали 7,5 миллионов человек. В качестве награды актёру был вручён памятный кубок на премьере заключительной части фильма «Гарри Поттер и Дары Смерти» в Лондоне.
В 2006 году Рикман сыграл одну из главных ролей в фильме «Снежный пирог», а также роль торговца мэтра Риши в экранизации романа Патрика Зюскинда «Парфюмер. История одного убийцы».
В 2007 году исполнил роль судьи Тёрпина, антагониста главного героя, в фильме Тима Бёртона «Суини Тодд, демон-парикмахер с Флит-стрит».
В 2010 году озвучил синюю гусеницу Абсолема в фильме «Алиса в Стране Чудес». В том же году вышел телевизионный фильм «Песня ланча» (англ. The Song of Lunch) по одноимённой поэме Кристофера Рида (англ. Christopher Reid).
20 ноября 2011 года на Бродвее состоялась премьера комедии «Семинар», в которой Рикман сыграл Леонарда — талантливого писателя, дающего частные уроки мастерства.
В 2012 году исполнил роль лорда Лайонела Шабандара в комедии Гамбит.
В октябре 2013 года вышел фильм с его участием — Клуб «CBGB», в котором Алан Рикман сыграл роль Хилли Кристал. Вместе с ним в фильме снялись Эшли Грин, Стана Катич, а также Руперт Гринт, коллега Алана Рикмана по съёмкам в серии фильмов о Гарри Поттере.
В 2014 году вышла вторая режиссёрская работа А.Рикмана, фильм «Версальский роман» (англ. A Little Chaos), в котором актёр так же исполнил роль французского короля Людовика XIV.
В сентябре 2015 года на Международном кинофестивале в Торонто был показан фильм «Всевидящее око». В кинотеатрах премьера фильма состоялась весной 2016, уже после смерти актёра.
В 2016 году вышел последний фильм с участием Рикмана «Алиса в Зазеркалье», который стал продолжением фильма «Алиса в Стране Чудес». В этом фильме Алан Рикман вновь озвучил бывшую гусеницу, а ныне бабочку Абсолема.

### Личная жизнь
С 1977 года Алан Рикман жил вместе с Римой Хортон, с которой он познакомился в 1965 году (ему было тогда 19, ей — 18).
Рима Хортон является членом Лейбористской партии, она также была членом совета лондонского округа Кенсингтон и Челси. Была преподавателем экономики в Кингстонском университете.
Спустя 47 лет знакомства пара узаконила свои отношения. Они тайно поженились в 2012 году в Нью-Йорке. Об этом стало известно весной 2015 года, когда Алан Рикман рассказал об их свадьбе в интервью с немецкой газетой Bild: «Да мы женаты, поженились 3 года назад. Это было прекрасно, потому что никаких гостей не было. После свадьбы в Нью-Йорке мы прошлись по Бруклинскому мосту, а затем пообедали». В интервью актёр также рассказал, что подарил Риме Хортон на свадьбу кольцо за 200 долларов, но она его не носит. Детей у пары не было.

### Смерть
Алан Рикман умер 14 января 2016 года в результате стремительно протекающего рака поджелудочной железы. Диагноз был поставлен в августе 2015 года, после того, как актёр перенёс микроинсульт. Поминальная служба по Алану Рикману прошла 3 февраля 2016 года в церкви Святого Павла (Ковент-Гарден), которая также известна как церковь актёров. На службе присутствовали только близкие люди и семья.
Алан Рикман не дожил пять недель до своего 70-го дня рождения. В честь 70-летнего юбилея Алана Рикмана поклонниками со всего мира планировалось издать письма и творческие работы его поклонников в виде книги и отправить в подарок актёру. После его смерти было принято решение, что книга всё равно будет издана и передана жене актёра, Риме Хортон. В книге поклонники также выражали слова соболезнования семье Алана Рикмана. Книга вышла в твёрдом переплёте, в единственном экземпляре. Она была отправлена доверенному представителю жены Алана Рикмана в апреле 2016 года.

## Премия имени Алана Рикмана
Канал «Anglophile» сообщил об учреждении премии имени Алана Рикмана. Сам Рикман получил её посмертно, имя первого лауреата было объявлено отдельно.

## Фильмография
| Год         | Русское название                                         | Оригинальное название                                      | Персонаж                                |
| ----------- | -------------------------------------------------------- | ---------------------------------------------------------- | --------------------------------------- |
| 1978        | BBC: Ромео и Джульетта (телеспектакль)                   | Romeo & Juliet                                             | Тибальт                                 |
| 1980        | Тереза Ракен                                             | Thérèse Raquin                                             | Видаль                                  |
| 1980        | Шелли                                                    | Shelley                                                    | Клайв                                   |
| 1982        | Барчестерские хроники (сериал BBC)                       | The Barchester Chronicles                                  | Обадий Слоуп                            |
| 1982        | Busted                                                   | Busted                                                     | Симон                                   |
| 1982        | Люди Смайли                                              | Smiley’s People                                            | мистер Браунлоу                         |
| 1985        | Возвращение домой                                        | Return of the Native                                       | рассказчик                              |
| 1985        | Летний сезон                                             | Summer Season                                              | Круп                                    |
| 1985        | Девочки сверху                                           | Girls On Top                                               | Димитри / голос RADA                    |
| 1988        | Крепкий орешек                                           | Die Hard                                                   | Ганс Грубер                             |
| 1989        | Январский человек                                        | The January Man                                            | Эд                                      |
| 1989        | Революционный свидетель (телеспектакль)                  | Revolutionary Witness                                      | Жак Ру                                  |
| 1989        | Сценарий                                                 | Screenplay                                                 | Израэль Йетс                            |
| 1989        | Дух человека                                             | Spirit of Man (TB), Серия из «From Sleep and Shadow»       |                                         |
| 1989        | Благодетели (телеспектакль)                              | Theatre Night Benefactors                                  | Колин                                   |
| 1990        | Куигли в Австралии                                       | Quigley Down Under                                         | Эллиот Марстон                          |
| 1990        | Искренне, безумно, сильно                                | Truly Madly Deeply                                         | Джеми                                   |
| 1991        | Робин Гуд, принц воров                                   | Robin Hood: Prince of Thieves                              | шериф Ноттингема                        |
| 1991        | Закрой мои глаза                                         | Close my eyes                                              | Синклер                                 |
| 1991        | Страна в шкафу                                           | Closet Land                                                | допрашивающий                           |
| 1992        | Боб Робертс                                              | Bob Roberts                                                | Лукас Харт Третий                       |
| 1993        | Падшие ангелы (Идеальные преступления)                   | Fallen Angels                                              | Дуайт Биллингс                          |
| 1994        | Месмер: по пути Нострадамуса                             | Mesmer                                                     | Фридрих Антон Месмер                    |
| 1995        | Ужасно большое приключение                               | An Awfully Big Adventure                                   | О’Хара                                  |
| 1995        | Разум и чувства                                          | Sense and Sensibility                                      | полковник Брэндон                       |
| 1995        | Люмьер и компания                                        | Lumière et compagnie                                       |                                         |
| 1996        | Распутин                                                 | Rasputin: Dark Servant of Destiny                          | Григорий Распутин                       |
| 1996        | Майкл Коллинз                                            | Michael Collins                                            | Имон де Валера                          |
| 1996        | Замки с привидениями: Ирландия                           | Castle Ghosts of Ireland                                   | Living Tyde                             |
| 1997        | Зимний гость                                             | The Winter Guest                                           | режиссёр, сценарист, эпизодическая роль |
| 1998        | Тёмная гавань                                            | Dark harbor                                                | Дэвид Вайнберг                          |
| 1998        | Поцелуй Иуды                                             | Judas Kiss                                                 | Дэвид Фридман                           |
| 1999        | Догма                                                    | Dogma                                                      | Метатрон                                |
| 1999        | В поисках Галактики                                      | Galaxy Quest                                               | доктор Лазарус, Александр Дейн          |
| 2000        | Виктория Вуд и все украшения                             | Victoria Wood with All the Trimmings                       | капитан Джон Фаллон                     |
| 2000        | Помогите! Я рыба                                         | Help! I’m a Fish                                           | Джо (озвучивание)                       |
| 2001        | Английский цирюльник                                     | Blow Dry                                                   | Фил Аллен                               |
| 2001        | Игра                                                     | Play                                                       | человек                                 |
| 2001        | Мы знаем, где ты живёшь                                  | We Know Where You Live                                     | йоркширец                               |
| 2001        | В поисках Джона Гиссинга                                 | The Search for John Gissing                                | Джон Гиссинг                            |
| 2001        | Ивы                                                      | Willows                                                    | продюсер                                |
| 2001        | Гарри Поттер и философский камень                        | Harry Potter and the Philosopher’s Stone                   | профессор Северус Снегг                 |
| 2002        | Гарри Поттер и тайная комната                            | Harry Potter and the Chamber of Secrets                    | профессор Северус Снегг                 |
| 2002        | Царь горы                                                | King of the Hill                                           | король Филипп (озвучивание)             |
| 2003        | Реальная любовь                                          | Love Actually                                              | Гарри                                   |
| 2004        | Гарри Поттер и узник Азкабана                            | Harry Potter and the Prisoner of Azkaban                   | профессор Северус Снегг                 |
| 2004        | Творение Господне                                        | Something the Lord made                                    | доктор Альфред Блэлок                   |
| 2004        | Непростительная чернота: взлёты и падения Джека Джонсона | Unforgivable Blackness: The Rise and Fall of Jack Johnson  | (озвучивание)                           |
| 2005        | Гарри Поттер и Кубок огня                                | Harry Potter and the Goblet of Fire                        | профессор Северус Снегг                 |
| 2005        | Автостопом по галактике                                  | The Hitchhiker’s Guide to the Galaxy                       | Марвин (озвучивание)                    |
| 2006        | Парфюмер. История одного убийцы                          | Perfume: The Story of a Murderer                           | Антуан Риши                             |
| 2006        | Снежный пирог                                            | Snow Cake                                                  | Алекс Хьюз                              |
| 2007        | Гарри Поттер и Орден Феникса                             | Harry Potter and the Order of the Phoenix                  | профессор Северус Снегг                 |
| 2007        | Суини Тодд, демон-парикмахер с Флит-стрит                | Sweeney Todd: The Demon Barber of Fleet Street             | судья Тёрпин                            |
| 2007        | Сын нобелевского лауреата                                | Nobel Son                                                  | Эли Майклсон                            |
| 2008        | Удар бутылкой                                            | Bottle Shock                                               | Стивен Спурье                           |
| 2009        | Гарри Поттер и Принц-полукровка                          | Harry Potter and the Half-Blood Prince                     | профессор Северус Снегг                 |
| 2009        | Сонет номер 12                                           | Sonnet Number 12                                           | (озвучивание)                           |
| 2010        | Алиса в стране чудес                                     | Alice in Wonderland                                        | гусеница Абсолем (озвучивание)          |
| 2010        | Песня ланча (телефильм)                                  | The Song of Lunch                                          | Он                                      |
| 2010        | Гарри Поттер и Дары Смерти. Часть 1                      | Harry Potter and the Deathly Hallows: Part I               | профессор Северус Снегг                 |
| 2010        | Самая дикая мечта                                        | The Wildest Dream                                          | Ноэль Оделл (озвучивание)               |
| 2010        | Любовь к свободе: История о чернокожих патриотах Америки | For Love of Liberty: The Story of America’s Black Patriots | (озвучивание)                           |
| 2011        | Гарри Поттер и Дары Смерти. Часть 2                      | Harry Potter and the Deathly Hallows: Part II              | профессор Северус Снегг                 |
| 2011        | Мальчик в пузыре                                         | The Boy in the Bubble                                      | рассказчик (озвучивание)                |
| 2012        | Гамбит                                                   | Gambit                                                     | лорд Лайонел Шабандар                   |
| 2013        |                                                          |                                                            |                                         |
| Клуб «CBGB» | CBGB                                                     | Хилли Кристал                                              |                                         |
| Дворецкий   | The Butler                                               | президент Рональд Рейган                                   |                                         |
| Обещание    | A Promise                                                | Карл Хоффмайстер                                           |                                         |
| Пыль        | Dust                                                     | Тодд                                                       |                                         |
| 2014        | Версальский роман                                        | A Little Chaos                                             | режиссёр, король Людовик XIV            |
| 2015        | Всевидящее око                                           | Eye in the Sky                                             | генерал Фрэнк Бенсон                    |
| 2016        | Алиса в Зазеркалье                                       | Alice Through the Looking Glass                            | Абсолем (озвучивание)                   |

## Награды и номинации

### Награды
- 1992 — Премия BAFTA — лучшая мужская роль фильм «Робин Гуд, принц воров»
- 1994 — Победа в номинации «Лучший актёр», главную роль в фильме Месмер: по пути Нострадамуса
- 1996 — Премия «Эмми» — лучшая мужская роль в мини-сериале или фильме, за телефильм «Распутин»
- 1997 — Премия «Золотой глобус» — лучшая мужская роль в мини-сериале или телефильме, за телефильм «Распутин»
- 1997 — Премия Гильдии киноактёров США — лучшая мужская роль в телефильме или мини-сериале, за телефильм «Распутин»
- 2011 — памятный кубок MTV за роль профессора Снегга в Поттериане

### Номинации
- 1992 — Премия BAFTA — лучшая мужская роль, за фильм «Искренне, безумно, сильно»
- 1996 — Премия BAFTA — лучшая мужская роль второго плана, за фильм «Разум и чувства»
- 1997 — Премия BAFTA — лучшая мужская роль второго плана, за фильм «Майкл Коллинз»
- 2004 — Премия «Эмми» — лучшая мужская роль в мини-сериале или фильме, за телефильм «Творение Господне»

В июне 2003 года антагонист фильма «Крепкий орешек» (1988) Ганс Грубер (в исполнении Алана Рикмана) занял 46-е место среди 50 злодеев в списке 100 лучших героев и злодеев по версии AFI (Американский институт киноискусства).